# Vénus de Lespugue
La Vénus de Lespugue est une statuette en ivoire datant du Gravettien (Paléolithique supérieur) et l'une des plus célèbres représentations féminines préhistoriques. René Verneau l'appelle reine des Vénus aurignaciennes.

## Découverte
Elle a été découverte le 9 août 1922 par René et Suzanne de Saint-Périer dans la grotte des Rideaux, une des grottes de la Save situées dans les gorges de la Save, à Lespugue (Haute-Garonne). Alors que la fouille du site était achevée, un ultime coup de pioche mit au jour la statuette et l'endommagea fortement la morcelant en 9 morceaux principaux. 

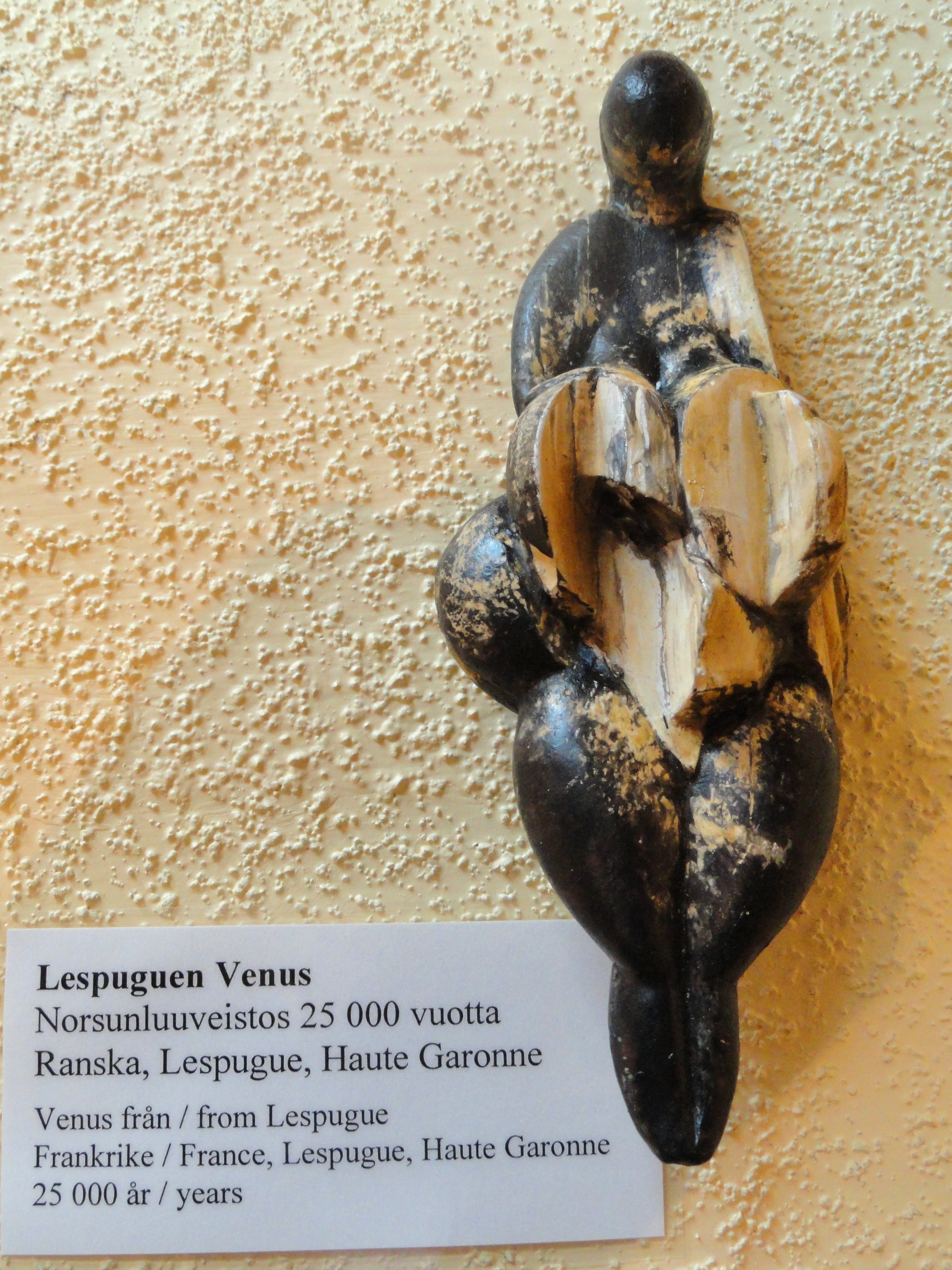
Moulage de la Vénus de Lespugue telle qu'elle se présentait après sa découverte ; Arppeanum, Helsinki, Finlande.
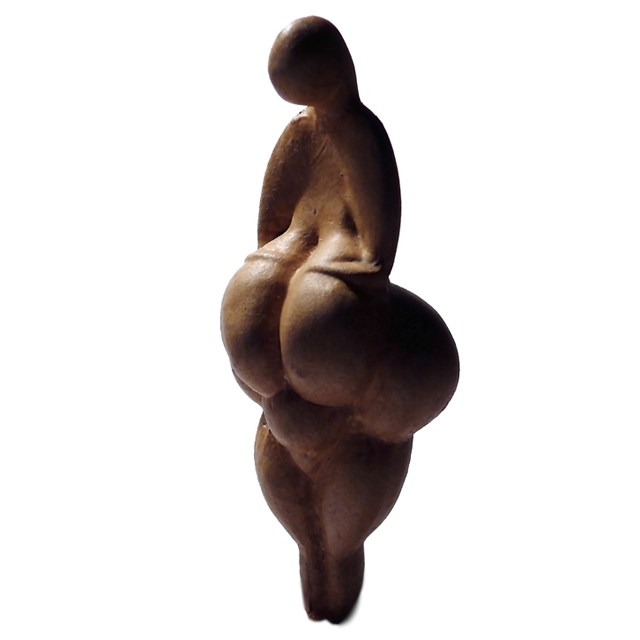
Reconstitution de l'aspect originel de la statuette

## Contexte archéologique
Contrairement à d'autres œuvres analogues, celle-ci a été découverte dans un contexte archéologique précis : l'industrie lithique et osseuse de la couche où elle se trouvait appartient au Gravettien (burins de Noailles, pointes de sagaies à rainures, lissoirs, perles en os), autrefois appelé Périgordien supérieur ou Périgordien Vc, transition Périgordien-Solutréen, soit environ 23000 à 22000 ans AP.
La grotte a aussi été occupée au Bronze ancien et moyen. Des traces d'installation ont été également prouvées pour l'Antiquité et le Moyen Âge.

## Description
Selon Duhard (1993), c'est la plus grande des statues en ronde-bosse paléolithiques françaises et une des plus grandes connues en Eurasie.
La statuette est en ivoire de mammouth. En partie brisée lors de sa découverte, elle mesure 144 mm de haut (Saint-Périer indique 147 mm), dont 100 mm du haut de la tête au sommet du triangle pubien et 44 mm de ce même sommet aux pieds. La largeur de l'hémi-pelvis droit, seul intact, est de 32 mm ; celle de l'hémi-thorax droit, bras compris, est de 20 mm. La tête fait 17 mm de hauteur et 15 mm de largeur. Le cou est large de 12 mm. Les cuisses font 40 mm dans leur plus grande largeur (région trochantérienne) et 36 mm à leur racine. L'épaisseur abdomino-fessière est de 35 mm.
La tête est petite et ovoïde, dépourvue de détails anatomiques. Elle porte des traits gravés plus ou moins parallèles, descendant jusqu'aux trois-quarts de la face à l'avant et jusqu'aux omoplates à l'arrière ; ces traits sont généralement interprétés comme une figuration de la chevelure, ; une seule publication, orientée vers l'étude de l'habillement féminin paléolithique, y voit une pièce d'habillement couvrant la tête.
Les seins et les fesses sont très volumineux, pratiquement sphériques. Les jambes sont courtes et se terminent par des ébauches de pieds.
Sur la face dorsale, une série de stries verticales parallèles part d'un trait horizontal situé sous les fesses. Cet élément est interprété comme une sorte de pagne. Les détails en sont très précis, montrant le sens de torsion de la cordelette et celui, opposé, des cordages du pagne. Soffer et al. y voient même des effilochures de certaines cordes en bas du pagne supposé. Ces détails démontrent d'après eux l'importance des vêtements et autres objets fabriqués à partir de matières végétales durant la Préhistoire. La position très basse de la cordelette de maintien rappelle celle observée sur la vénus de Dolní Věstonice.
Cette statuette respecte ce qui a été appelé la loi de frontalité en histoire de l'art.

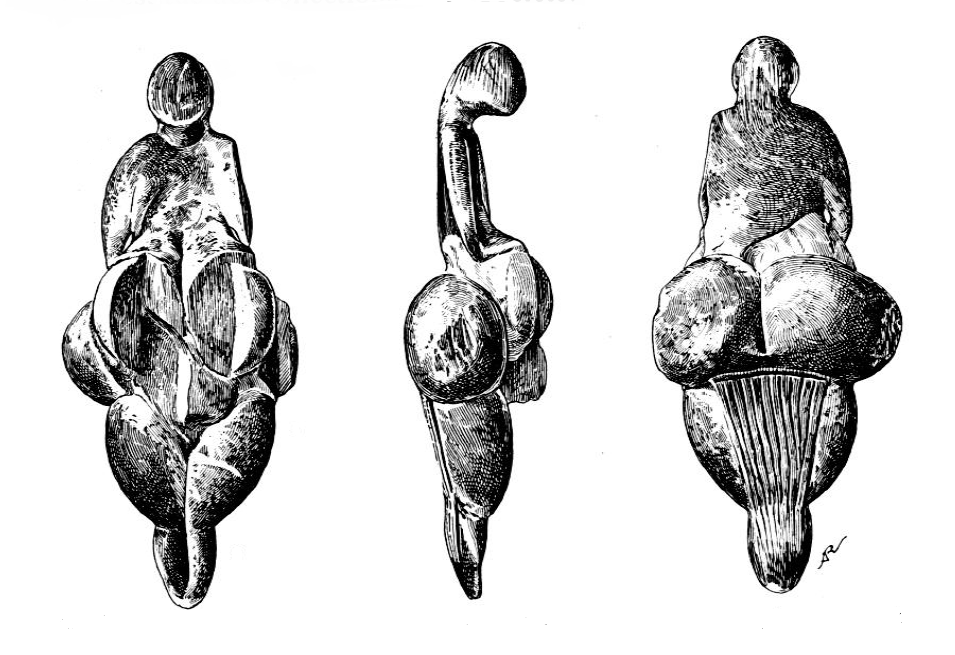
La vénus en état lors de sa découverte, dessinée par René de Saint-Périer (1924)

## Interprétations alternatives

### Une autre lecture, la deuxième femme
Dans un publication parue en 1989, Yves Coppens remarque que le fessier est à l'envers, et que si on tourne la statue pour le mettre à l'endroit, apparaît alors une autre figure représentant les 2/3 supérieurs d'un autre personnage, également féminin. Le pagne devient une chevelure. D'autres avant lui ont remarqué cette dualité mais ne lui ont pas donné l'importance et certains en ont même nié l'intention. Ainsi Luquet, qui affirme que « du fait de la totale symétrie de la statuette, l'artiste, lorsqu'il l'a retournée pour figurer la chevelure, s'est trompé de côté et a représenté celle-ci sur le verso de la mauvaise pointe, celle des pieds au lieu de la tête » (sic). Même Henri Delporte (1979) reprend cette idée : « Cette observation plaiderait en faveur de l'erreur de l'artiste ». 

La double image est pourtant la seule explication cohérente pour la fossette située en bas du sillon inter-fessier, qui a « beaucoup embarrassé les commentateurs ». Saint-Périer (1922) en fait soit une fossette coccygienne soit un anus (pourtant invisible chez l'humain en position orthostatique) ; pour Régnault (1924) (pourtant médecin) ce serait une fistule coccygienne congénitale ; Leroi-Gourhan y voit un vestige de triangle coccygien au siège aberrant. Mais lorsque la statuette est inversée, ce trait devient une fossette du sacrum (fossette sacrée) tout à fait plausible.
Un des bas-reliefs de Laussel présente le même effet-miroir, elle aussi datée du Périgordien V à burins de Noailles, et dont l'intention de dualité en miroir a elle aussi été rejetée par les prédécesseurs de Coppens qui n'ont voulu y voir qu'un accouplement ou un accouchement. Pourtant l'art paléolithique n'est pas étranger de la dualité d'images et l'ambigüité des formes. Ainsi la statuette anthropomorphe « phallo-féminine » de Castelnaud-la-Chapelle découverte dans les années 1980 et étudiée par Randall White (2002). On peut aussi citer les animations de sujets mises en évidence par Marc Azéma, qui dans un autre registre supposent elles aussi une conceptualisation multiple pour la même image.

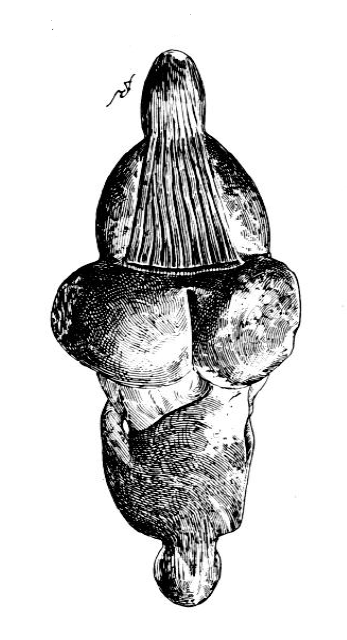
La vénus retournée : le pagne devient une chevelure, la fossette en bas du sillon inter-fessier devient la fossette sacrée.

### Une troisième lecture, un accouchement?
Nathalie Rouquerol propose une troisième lecture : en renversant la statue et en l'inclinant, elle voit un personnage en train d'être accouché (bien que la position de ce personnage corresponde plus à une sortie d'anus qu'à une sortie des voies génitales).

## Controverses

### Inscription dans un losange - ou non
Selon A. Leroi-Gourhan (1965), sa forme générale correspond aux canons stylistiques des figures féminines gravettiennes : il veut inscrire les seins, le ventre et les hanches dans un cercle autour duquel un losange inclut la tête et les jambes. Cette idée n'était pas neuve. En 1922, Saint-Périer parlait déjà de « la forme presque régulièrement losangique » de la vénus de Lespugue ; et en 1934 G.-H. Luquet l'avait suggérée à propos de l'une des figurines de Grimaldi.
H. Delporte (1979, 1993) suit Leroi-Gourhan et applique sa proposition à sa vénus de Tursac ; mais fait tout de même remarquer (1995) que ni les figurations sveltes, ni les ébauches et ni les figurations stylisées ne suivent cette « règle » (ce qui restreint notablement le champ d'application de la théorie de Leroi-Gourhan).
Duhard (1995) montre clairement qu'en réalité, le losange s'inscrit dans la figure et non l'inverse - sauf à allonger démesurément la grande longueur du losange.
Léon Pales a également fortement contredit cette théorie, mettant au jour des failles certaines dans les données anatomiques (et dans la terminologie) employées par Leroi-Gourhan qui limite les fesses à leur tiers inférieur et tire des conclusions abusives sur base d'erreurs anatomiques,,.

### Stéatopygie, stéatomérie et obésité
La stéatopygie de la vénus de Lespugue (et des représentations féminines paléolithiques en général) a souvent été mentionnée, à commencer par René de Saint-Périer (1924) puis d'autres comme Henri Breuil et Denis Peyrony (1930), André Leroi-Gourhan (1965) et de nombreux autres auteurs inspirés de ceux-ci.
La stéatopygie avancée par Saint-Périer (1924) est démentie dans l'article suivant du même bulletin par le médecin Félix Regnault (1924), qui affirme sans ambigüité que « la Vénus de Lespugne, loin d'être stéatopyge, est fortement platopyge, elle est très plate avec une stéatomérie très marquée ». Il insiste pour que la stéatopygie ne soit pas confondue avec l'obésité (voir la vue de profil au centre du dessin plus haut dans cette page, où l'on peut observer que les rondeurs exagérées sont bien sur les hanches, et que si le postérieur était en proportion de ces hanches il serait très notablement plus proéminent).
Duhard (1993), gynécologue et docteur en Sciences, est clair sur ce point : « la femme représentée n'a pas de stéatopygie postérieure ».
Paul Royer proteste également contre cette attribution abusive de stéatopygie. Il publie en 1926 son étude des six vénus de Lespugue, Brassempouy, Grimaldi, Willendorf et Kostienky, notant que des sept statuettes qui présentent des caractères particuliers, six sont stéatomères sans stéatopygie et une stéatopyge sans stéatomérie ; aucune ne réunit ces deux conformations).
Henri Delporte évoque la stéatopygie (1959) puis conclut qu'elle n'est pas véritable (1961), et souligne (1979) que « les fesses sont développées mais non stéatopyges ».
Waldemar Deonna s'attaque au fond du sujet quand il nie tout lien ethnologique entre la stéatomérie des vénus paléolithiques et la stéatopygie des Boshiman.

## Conservation
Saint-Périer la donne avant 1924 au département de Paléontologie du Muséum national d'histoire naturelle, où elle reçoit le numéro d’inventaire 19030.
La Vénus de Lespugue fait maintenant partie des collections du Musée de l'Homme à Paris (département Anthropologie, no 38-189).

## Philatélie, art contemporain
Il n'existe pas de timbre représentant la Vénus de Lespugue, mais une flamme d'oblitération en service à Boulogne-sur-Gesse est en partie illustrée par la statuette.
Picasso dit de la Vénus de Lespugue : « Je pourrais la faire avec une tomate traversée par un fuseau, non ? »,,.
Dans la Galerie des arcades de la Place du Capitole à Toulouse, la première fresque de Raymond Moretti représente la Vénus de Lespugue.